# 최연근
최연근(1988년 4월 11일 ~ )는 과거 대한민국의 축구 선수로, 현역 시절 포지션은 미드필더였었다.